# 幵官氏
幵官(けんかん）氏、または亓官／丌官（きかん）氏、または并官（ㇸいかん）氏は、孔子の妻で、孔鯉（伯魚）の母。孔子および孔鯉に先だって没した。

## 名称
氏の一字めは資料によってさまざまに書かれる。現代日本では「幵」、中国では「亓」とされることが多く、「亓官」は『百家姓』の441番目にも含まれている。
孔子の妻の名について書かれた、古い文献としては『孔子家語』本姓解があるが、版本によって異なる字が書かれている。比較的よい本と言われる四部叢刊本では「并官」に、日本の古活字本では「井官」のように書かれている。汲古閣本、『太平御覧』鱗介部八・鯉魚に引く『孔子家語』、百衲本『史記』孔子世家の『索隠』に引く『孔子家語』は、いずれも「上官」に作る。
碑文資料では、後漢の永寿2年（156年）に隷書で刻まれた『礼器碑』に2回「并官」が見える。
「亓官」は沢存堂本『広韻』上平二十六桓「官」小韻に「魯先賢伝云、孔子妻亓官氏」とあるが、周祖謨は銭大昕に従って「并官」を正しいとしている。「亓」は『墨子』に「其」の異体字として用いられており、出土資料でもよく似た字が見られるものの、文献上はかなり珍しい字である。
『春秋左氏伝』桓公六年伝の孔穎達正義に引く『孔子家語』について、阮元の校勘記によると、「幵官」に作る本と「并官」に作る本があったが、段玉裁は上記『礼器碑』を根拠に「并官」を正しいとしたという。
銭大昕は、古い資料が「并官」に作ることから、「幵官」は明代以降の誤りで「并官」が正しいとした。
幵官・亓官・并官のいずれが正しいにせよ、孔子の妻以外に同じ姓をもつ人物は知られていない。

## 生涯
幵官氏について、詳しいことはほとんどわからない。
『孔子家語』本姓解によると、幵官氏は宋の人で、孔子が十九歳のときに幵官氏と結婚し、翌年伯魚（孔鯉）を生んだ。伯魚は五十歳で、父に先だって没した。
『礼記』檀弓上に、伯魚の母が死んだときに伯魚が悲しみすぎて孔子にたしなめられたという話が見える。
『論語』公冶長によれば孔子には娘もいたようだが、詳細は不明である。

### 離婚説
上記の『礼記』に対する孔穎達の『正義』に、「時伯魚母去、父在。」とあり、孔穎達は幵官氏が死ぬ前に孔子の家から去っていたと解釈している。これが離婚説の出所だが、問題が多い。楊朝明によると、離縁した場合、子はその母のために喪に服さないという規定が『儀礼』葬服にあり、伯魚は喪に服したのだから離婚しているはずがないという。

## 栄誉
北宋の真宗は、大中祥符元年（1008年）に孔子の父母である叔梁紇・顔氏とともに幵官氏を鄆国夫人に追封した。
元のトク・テムルは、至順3年（1332年）にさらに大成至聖文宣王夫人の号を贈った（至聖文宣王は孔子に与えられた諡）。
明の嘉靖9年（1530年）には孔子を王に封ずるのは礼にもとるとして「至聖先師」に号を改めたため、その夫人も「至聖先師夫人」と呼ばれるようになった。
曲阜の孔廟では寝殿で孔子夫人を祀っている。